# Prespa (regione storica)

Mappa del Prespa

Prespa (in greco Πρέσπα, in macedone Преспа) è una regione storica situata tra Grecia, Albania e Macedonia del Nord. Il nome indica anche gli omonimi laghi situati al centro della regione. La principale località è Resen.